# Deniece Williams
Pour les articles homonymes, voir Williams.
Deniece Williams née June Deniece Chandler le 3 juin 1951 à Gary dans l'Indiana (États-Unis) est une chanteuse évangélique de musique soul, rhythm and blues, gospel, disco, pop, compositrice et productrice américaine.
Elle a remporté quatre Grammy Awards pour treize nominations au total.
Elle a une voix de soprano couvrant quatre octaves.

## Biographie
Deniece Williams est née le 3 juin 1951 à Gary dans l'Indiana .  Elle a grandi en chantant du gospel dans une église de la Church of God in Christ . 

### Carrière
Entre 1968 et 1970, elle enregistre plusieurs singles sortis sous le nom de Deniece Chandler (ou Denise Chandler), mais aucun n'a les honneurs des hit-parades.
En 1970, elle devient choriste pour Stevie Wonder, l'accompagnant sur scène et participant aux enregistrements des albums Talking Book (1972), Fulfillingness' First Finale (1974) et Songs in the Key of Life (1976). On la retrouve sur les albums Stevie Wonder Presents Syreeta de Syreeta Wright, Perfect Angel de Minnie Riperton et Feel Like Makin' Love de Roberta Flack.
En 1976, c'est sous la houlette de Maurice White, du groupe Earth, Wind and Fire, que Deniece Williams sort son premier album, This Is Niecy. La chanson Free, qui en est extraite, rencontre un succès international et se classe no 1 au Royaume-Uni.
En 1978, c'est en duo avec Johnny Mathis qu'elle connaît un grand succès dans plusieurs pays, avec le titre Too Much, Too Little, Too Late qui atteint la première place du Billboard Hot 100.
Entre 1983 et 1990, la chanteuse est nommée douze fois aux Grammy Awards et remporte trois récompenses. 1984 est l'année de sortie de son plus grand succès commercial avec la chanson Let's Hear It for the Boy, extraite de la bande originale du film Footloose, qui arrive en tête du Billboard Hot 100 et se classe dans plusieurs pays,.
Le gospel a particulièrement influencée sa carrière.  En 1999, elle remporte un quatrième Grammy Award pour son album This Is My Song dans la catégorie Meilleur album gospel pop/contemporain.

## Discographie
- 1976 - This Is Niecy
- 1977 - Song Bird
- 1978 - That's What Friends Are For (avec Johnny Mathis)
- 1979 - When Love Comes Calling
- 1981 - My Melody
- 1982 - Niecy
- 1983 - I'm So Proud
- 1984 - Let's Hear It for the Boy
- 1986 - So Glad I Know
- 1986 - Hot on the Trail
- 1987 - Water Under the Bridge
- 1988 - As Good as It Gets
- 1989 - Special Love
- 1990 - Change the World
- 1991 - Lullabies to Dreamland
- 1996 - Love Solves It All
- 1998 - This Is My Song
- 2007 - Love, Niecy Style

## Récompenses
En 2024, au cours de sa carrière, elle a reçu 4 Grammy Awards .
- 1986 : Grammy Award de meilleure prestation vocale Soul Gospel féminine pour I Surrender All (chanson)
- 1986 : Grammy Award de la meilleure prestation vocale Gospel par un duo, un groupe ou une chorale pour They Say (chanson en duo avec Sandi Patty)
- 1987 : Grammy Award de la meilleure prestation vocale Gospel féminine pour I Believe in You (single)
- 1999 : Grammy Award du meilleur album Gospel Pop/Contemporain pour This Is My Song

### Nominations
- 1982 : Grammy Award de la meilleure prestation vocale R&B féminine pour It's Gonna Take a Miracle (single)
- 1983 : Grammy Award de la meilleure prestation vocale R&B féminine pour I'm So Proud (album)
- 1984 : Grammy Award de la meilleure prestation vocale R&B féminine pour Let's Hear It for the Boy (album)
- 1984 : Grammy Award de la meilleure chanteuse pop pour Let's Hear It for the Boy (single)
- 1984 : Grammy Award for Best Inspirational Performance pour Whiter Than Snow (chanson)
- 1986 : Grammy Award de la meilleure prestation vocale Gospel féminine pour So Glad I Know (album)
- 1988 : Grammy Award de la meilleure prestation vocale Gospel féminine pour Do You Hear What I Hear? (chanson)
- 1989 : Grammy Award de la meilleure prestation vocale Gospel féminine pour Healing (chanson)
- 1989 : Grammy Award de la meilleure prestation vocale R&B par un duo ou un groupe pour We Sing Praises (chanson en duo avec Natalie Cole)